# Gmina Sveti Križ Začretje
Gmina Sveti Križ Začretje (chorw. Općina Sveti Križ Začretje) – gmina w Chorwacji, w żupanii krapińsko-zagorskiej. W 2011 roku liczyła 6165 mieszkańców.